# 徐新华
徐新华，中国人民解放军军人、驻外武官。2017年至2021年，任驻日本国防兼海军、空军武官（期间由大校升少将衔）。